# Postzegels van Armenië
De postzegels van Armenië verschijnen sinds 1919 en, met een onderbreking tijdens de sovjetperiode, opnieuw sinds 1992.

## Geschiedenis

### Onder invloed van tsaristisch Rusland

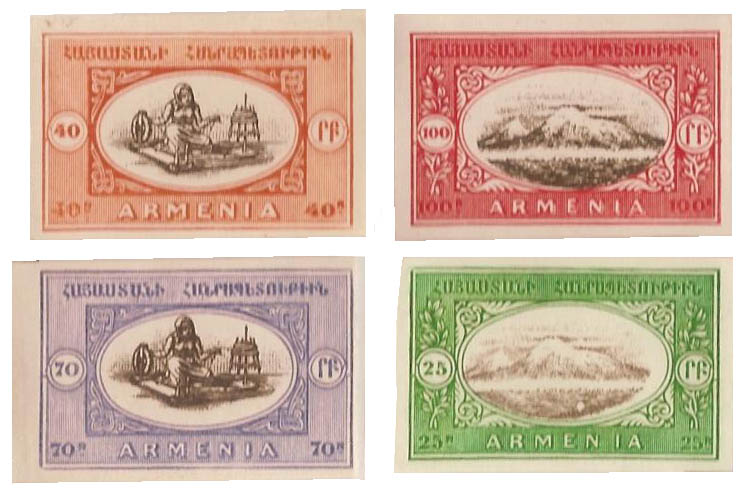
Deze postzegels, ontworpen door Arshak Fetvadjian, werden nooit gebruikt in het Armeense briefverkeer en zijn hoogst waarschijnlijk vervalsingen.

Reeds vanaf 1858 werden er postzegels uit het keizerrijk Rusland gebruikt op het grondgebied van Armenië. De eerste poststempels waren puntstempels. Al snel volgenden gedateerde afstempelingen, die eveneens de locatie van de afstempeling vermeldden. Uit deze periode zijn veel valse afstempelingen bekend. Van 1909 tot 1918 verschenen er postzegels met een overdruk H - P, naar Hay Post, de naam van de Armeense postdienst.

### Tijdens de Eerste Armeense Republiek
De Eerste Armeense Republiek werd opgericht in 1918. De eerste postzegels verschenen in 1919, waar dat waren slechts Russische postzegels met een overdruk. In datzelfde jaar werd Arshak Fetvadjian gevraagd om eigen Armeense postzegels te ontwerpen en te vervaardigen. De postzegels werden uitgegeven met verschillende frankeerwaardes en gedrukt in Parijs (Frankrijk). Door de snel daaropvolgende Sovjetbezetting werden slechts weinig postzegels gedrukt en al helemaal geen geleverd. Deze zegels zijn dan ook nooit gebruikt in het Armeense briefverkeer. Van deze postzegels werden dan ook veel vervalsingen gemaakt. De postzegels werden dan maar verkocht aan verzamelaars en handelaars in Parijs in 1924. Auteur Zareh Hovanesian vermoedt dat de Armeense regering in ballingschap van de Dasjnak-partij deze uitverkoop organiseerde om hun activiteiten te kunnen financieren.

### In de Sovjetperiode

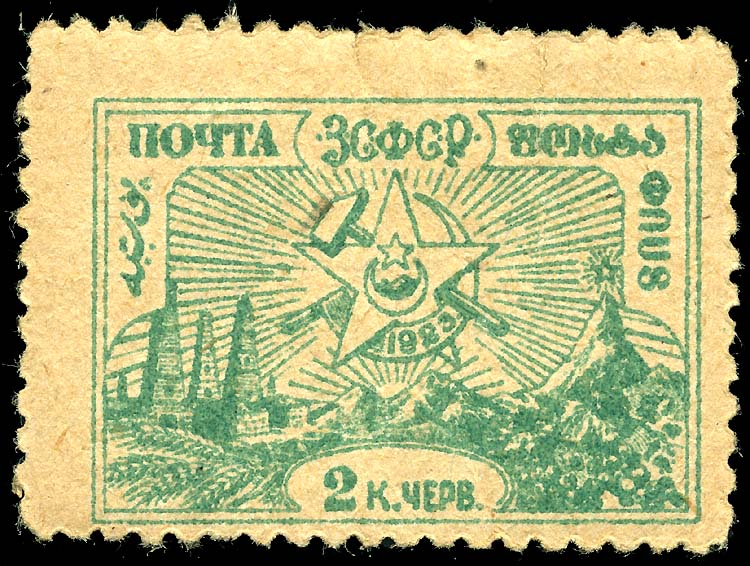
Een postzegel uit 1923, ten tijde van de Transkaukasische Socialistische Federatieve Sovjetrepubliek.

Tussen 1922 en 1991 was Armenië deel van eerst de Transkaukasische Socialistische Federatieve Sovjetrepubliek, die in 1936 werd omgevormd tot de Armeense Socialistische Sovjetrepubliek. Armenië gebruikte tot dan eigen postzegels. Vanaf 1923 echter voerde men opnieuw Russische postzegels in met een overdruk. Vanaf 1924 mochten, na een decreet van de centrale overheid van de Sovjet-Unie, in Armenië enkel nog postzegels van de Sovjet-Unie worden gebruikt. Dit duurde tot november 1991. Gedurende deze periode waren er wel Armeense nationalistische en etnische onderwerpen te zien op de zegels. Voorbeelden hiervan zijn drie zegels uit 1950 ter ere van de 30ste verjaardag van de oprichting van de Sovjet-Unie, een zegel uit 1960 met zicht op de Ararat, en reeks uit 1961 met als onderwerp de nationale Armeense klederdracht en verder een reeks Armeense personaliteiten.

### Post-Sovjettijdperk

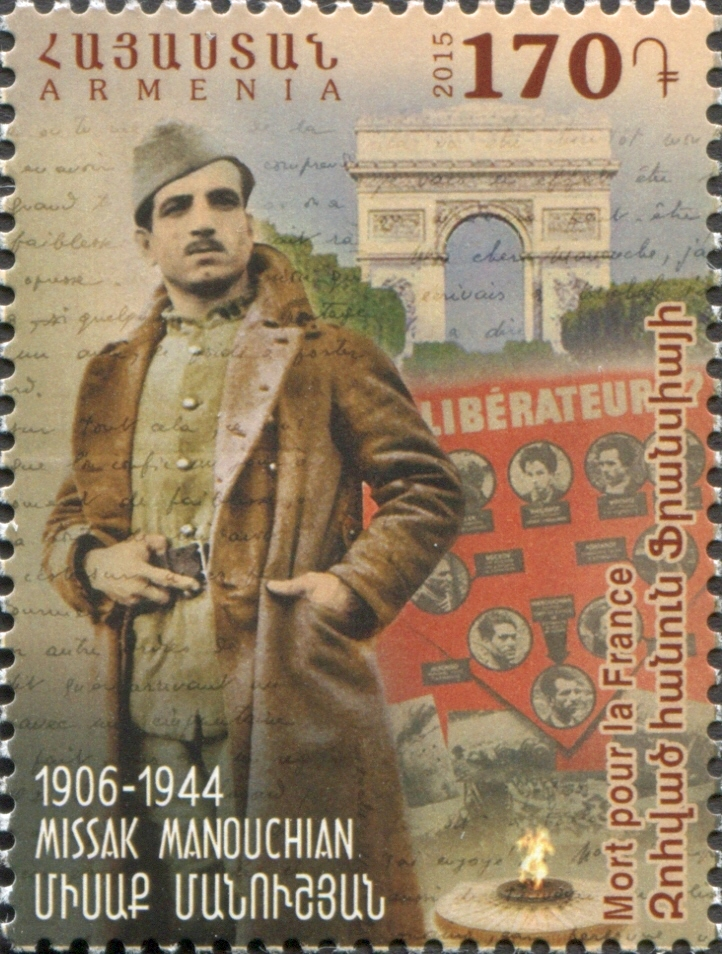
Missak Manouchian op een Armeense postzegel uit 2015.

Na het einde van de Koude Oorlog en het uiteenvallen van de Sovjet-Unie werd Armenië op 21 september 1991 een onafhankelijke staat. De eerste postzegels van dit nieuwe land verschenen op 28 april 1992. Het ging om een driedelige doorloper die in het teken stond van de herwonnen Armeense onafhankelijkheid. Op 26 juli volgde een tweede emissie, dit keer over de Olympische Zomerspelen van 1992 in het Spaanse Barcelona. De eerste langlopende postzegel verscheen op 25 augustus van hetzelfde jaar.
De eerste postzegels met een frankeerwaarde uitgedrukt in de eigen Armeense valuta, de dram, verscheen op 4 augustus 1994. Voordien werd nog met de roebel gewerkt, een restant uit het Sovjettijdperk. Het onderwerp van deze uitgifte was de schatten van Etsjmiadzin.
De hedendaagse uitgever van de Armeense postzegels is Haypost, een bedrijf dat beschikt over 900 postkantoren.

## Galerij

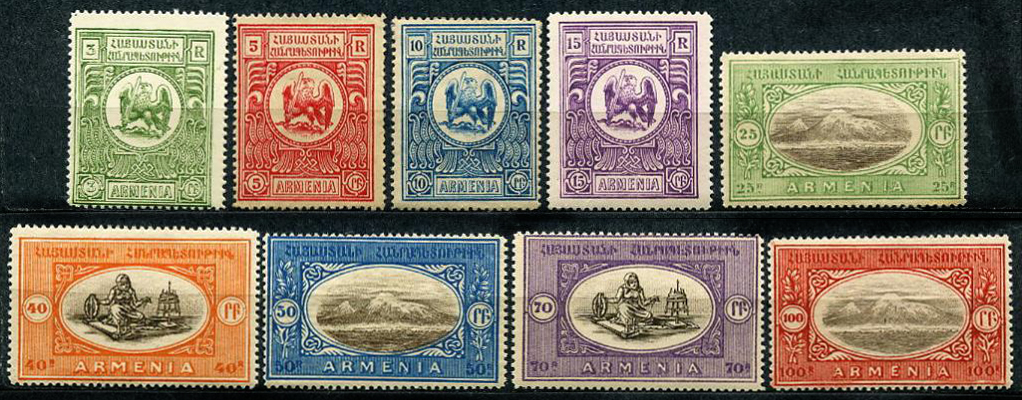
Nooit verspreide zegels uit 1920.
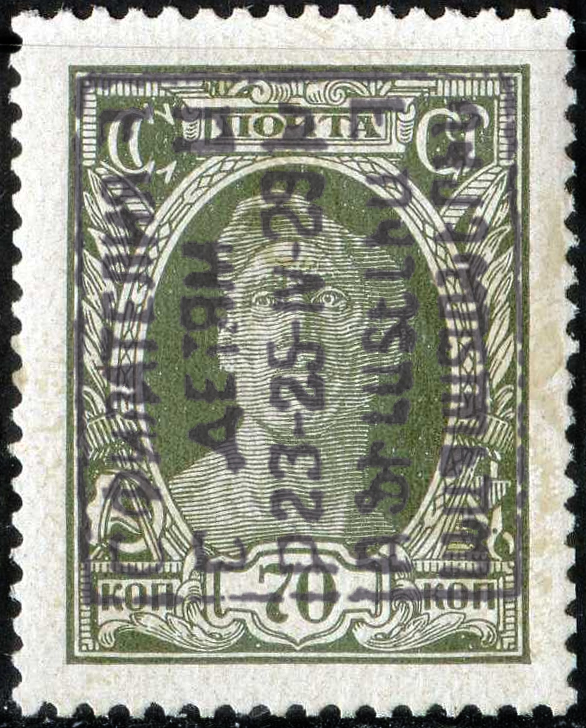
1929
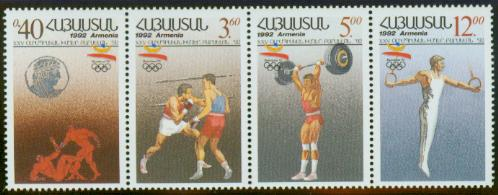
Zegels voor de Olympische Spelen van 1992 in Barcelona.
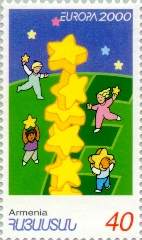
Armeense Europazegel uit 2000.

Portaal · Categorie